# Michel-Jean Cazabon
Michel-Jean Cazabon (* 20. September 1813 in San Fernando; † 20. November 1888 in Port of Spain) war ein trinidadischer Maler. Er gilt als der bedeutendste Maler des Landes und ist einer der wenigen farbigen Maler seiner Zeit, die im kolonialen Europa Anerkennung erfuhren.

## Leben
Cazabon wurde als jüngstes von vier Kindern des Zuckerrohrplantagenbesitzers Francois Cazabon auf dem elterlichen Anwesen Corinth Estate bei San Fernando geboren. Sein Großvater Dominique Cazabon stammte aus Bordeaux und war nach Martinique ausgewandert, wo er mit einer Schwarzen drei Kinder zeugte, unter anderem Francois, der damit nach damals geltender Rechtsprechung ein "Free Coloured" war, ein mit gewissen Rechten ausgestatteter Mischling. Francois Cazabon und seine Frau Rose migrierten im Rahmen der Cedula de populacion, eines Edikts des spanischen Ministers José de Gálvez y Gallardo, das 1783 die verstärkte Ansiedlung französischer Bürger auf der bis 1797 spanischen Insel Trinidad gestattete und dadurch einen signifikanten Bevölkerungszuwachs und eine rasch ansteigende Wirtschaftsleistung der Insel ermöglichte, mit ihren Sklaven nach Südtrinidad, um dort erfolgreich Zuckerrohr anzubauen.
Michel-Jeans Eltern trennten sich ein Jahr nach seiner Geburt, und er wuchs gemeinsam mit seinen Geschwistern bei der Mutter in San Fernando auf. Zumindest seine Mutter scheint durch die Trennung finanziell nicht schlecht gestellt worden zu sein, denn Cazabon erhielt eine solide Ausbildung und konnte mehrere Reisen tätigen. Im Haushalt seiner Kindheit wurde Französisch und Patois gesprochen, und er unternahm zahlreiche Ausflüge in die ländliche Umgebung der Stadt, eine Angewohnheit, die er zeitlebens beibehielt und die später seine Berufswahl beeinflusste. Von 1826 bis 1830 besuchte er das St. Edmund’s College im englischen Ware in der Nähe von London. 1837 wurde die elterliche Plantage bei San Fernando verkauft, und Cazabon zog mit seiner Mutter zunächst nach Port of Spain, nahm jedoch noch im gleichen Jahr in Paris ein Medizinstudium auf. Dieses brach er allerdings bald zu Gunsten eines Studiums der Malerei an der École des beaux-arts unter Paul Delaroche ab, in dessen Rahmen er ausgedehnte Reisen durch Frankreich unternahm. Ein paar Jahre studierte er in Rom, kehrte dann aber nach Paris zurück. Neben Delaroche waren Michel-Martin Drolling, Jean Antoine Théodore Gudin und Antoine Leon Morel-Fatio weitere Lehrmeister Cazabons. Ab 1839 stellte er eigene Bilder aus. 1843 heiratete er die (weiße) Französin Louise Rosalie Trolard, die zwischen 1844 und 1853 drei Kinder von ihm bekam. 1848 kehrte er anlässlich des schlechten gesundheitlichen Zustands seiner Mutter Europa endgültig den Rücken und zog nach Port of Spain; seine Familie folgte ihm 1852.
Auf Trinidad arbeitete er als Landschafts- und Portraitmaler, Kunstlehrer und Illustrator für die London Illustrated News sowie lokale Zeitungen. Dabei erlangte er ab 1849 einige Bekanntheit als Hausmaler für den Gouverneur George Harris und für Thomas Cochrane. Mit Harris verband ihn eine intensive Freundschaft. In dieser Zeit entstanden seine bekannten Lithografieserien. 1854 trat Harris eine neue Stelle als Gouverneur von Madras an. Er nahm eine signifikante Anzahl von Cazabons Werken mit sich, um damit den Stammsitz seiner Familie in Schottland zu schmücken, und stürzte den Maler in ein berufliches Loch – ein nicht geringer Teil Cazabons Reputation beruhte auf seiner Freundschaft zu Harris und der daraus resultierenden Beschäftigung als malerischer Chronist der Regierungsgeschäfte. Unbefriedigend für Cazabon war ferner die Tatsache, dass er als Farbiger sozial unter seiner Kundschaft stand – die Sklaverei war auf Trinidad erst 1834 abgeschafft worden, und in den Köpfen der weißen Oberschicht herrschte größtenteils noch alter Standesdünkel. Cazabon wurde ruhelos und unternahm Reisen nach Grenada, Martinique und Guyana. In der Hoffnung auf Anerkennung und urbanes Flair zog er 1862 mit seiner Familie nach Sainte Pierre, dem damaligen kulturellen Zentrum Martiniques, wurde aber in beiderlei Hinsicht enttäuscht. Nachdem er acht Jahre lang als Auftragsmaler für Kaufleute und Plantagenbesitzer sowie als Illustrator französischsprachiger Zeitungen gearbeitet hatte und einige Lithografieserien angefertigt hatte, kehrte er 1870 desillusioniert nach Trinidad zurück und verfiel dort dem Alkohol. 1885 verstarb seine Frau. 1888 starb Cazabon an einem Herzanfall und wurde auf dem Lapeyrouse Cemetery in Port of Spain begraben.
Ein Nachfahre Cazabons, Peter Shim (* 1950), ist auf Trinidad als Maler tätig.

## Werk
Cazabon malte sowohl mit Öl- als auch mit Wasserfarben. Sein Werk wird mit der Schule von Barbizon in Verbindung gebracht. Seine hauptsächlichen Motive waren Landschaften und städtische Szenen seiner Heimat Trinidad. In der Komposition seiner Landschaftsbilder folgte er den Lehren William Gilpins. Mangels Alternativen stellt Cazabon die wichtigste Quelle für die Darstellung trinidadischen Alltagslebens seiner Zeit, vor dem Aufkommen der Photographie, dar. Größere Teile seines Werks sind insofern durch die Freundschaft mit George Harris beeinflusst, als Cazabon offizielle Anlässe und private Exkursionen des Gouverneurs begleitete und das Geschehen malerisch einfing. Da Reisen auf dem Landweg auf Trinidad Mitte des 19. Jahrhunderts mangels eines geeigneten Straßennetzes sehr anstrengend war, zeigen Cazabons Landschaftsbilder mehrheitlich Szenen rund um Port of Spain sowie auf der aus militärischen Gründen gut erschlossenen Halbinsel Chaguaramas, er unternahm jedoch auch einzelne Reisen in den Süden und Osten der Insel, teils mit Gouverneur Harris, und malte dort. Menschen erscheinen auf Cazabons Bildern meistens nur als Beiwerk, da er keine Ausbildung als Porträtmaler hatte und sich mit dieser Thematik nur selten beschäftigte. In der Darstellung der auf Trinidad lebenden Rassen zeigen sich feine Unterschiede, die dem damaligen Zeitgeist entsprachen und mithin von seinen Kunden erwünscht waren, so wurden asiatischstämmige Trinidadier (damals verächtlich als "Coolies" bezeichnet) als sozial tiefstehend dargestellt.
1839 sowie von 1843 bis 1847 wurden Landschaftsbilder seiner Reisen durch Frankreich und Italien im Salon du Louvre ausgestellt. 1851 und 1857 wurden in Paris zwei Bücher mit Kupferstichen Cazabons verlegt. Die Lithografieserien Views of Trinidad (1851) und Album of Trinidad (1857) zeigen Landschaften und bedeutende Gebäude sowie ihre Bewohner und Besucher und fangen dabei die damalige trinidadische Lebensart ein: Schwarze und Weiße leben trotz einer im Hintergrund lauernden militärischen Spannung einträchtig miteinander vor der Kulisse beeindruckender Natur und neugotischer Bauten. Peter Kahn, Professor für Kunstgeschichte an der Cornell University, verglich die Bilderserie mit dem Werk Giovanni Antonio Canals. Weitere Werke Cazabons wurden im in London erscheinenden Magazin The Illustrated London News veröffentlicht. 1862 veröffentlichte er die Lithografieserie "Album of Demerara" mit Bildern seiner Reisen nach Guyana.
1902 wurde ein signifikanter Teil von Cazabons Werk beim Ausbruch der Montagne Pelée auf Martinique vernichtet; auch eine Tochter Cazabons starb bei diesem Unglück.

## Rezeption
Cazabon gilt als der bedeutendste Maler Trinidads. Er ist der erste „trinidadische“ Maler, also der erste Maler, der dort geboren wurde und seinen Lebensmittelpunkt auf der Insel hatte und nicht nur eine Zeit dort verbrachte. Außerdem steht er als Farbiger nicht für das koloniale Trinidad spanischer oder britischer Prägung, sondern für das heutige, bunt gemischte Trinidad. Das National Museum and Art Gallery of Trinidad and Tobago in Port of Spain führt eine Dauerausstellung mit Werken Cazabons, die zwischen 1847 und 1857 entstanden und für die die trinidadische Regierung 2015 im Rahmen einer Christie’s-Auktion zehn Gemälde aufkaufte. Eine weitere Dauerausstellung findet im Belmont House statt, dem britischen Stammsitz der Familie Harris bei Faversham, wo Cazabons Biograf Geoffrey MacLean im Rahmen seiner Recherchen 1991 die 1854 von George Harris nach Schottland verbrachten Bilder des Malers auffand. 2002 wurden Werke Cazabons als Kernstück der Ausstellung "A Challenging Endeavor: The Arts in Trinidad and Tobago" der Interamerikanischen Entwicklungsbank in Washington gezeigt. Zu Lebzeiten gewann er während seines Paris-Aufenthalts den Prix de Rome, der ihm sein Studium in Italien ermöglichte, und ihm wurde 1886 die Goldmedaille der Colonial and Indian Exhibition in London verliehen.
Der Roman Light Falling on Bamboo des trinidadischen Schriftstellers Lawrence Scott zeichnet die Lebensgeschichte Cazabons ab 1848 nach.

## Galerie

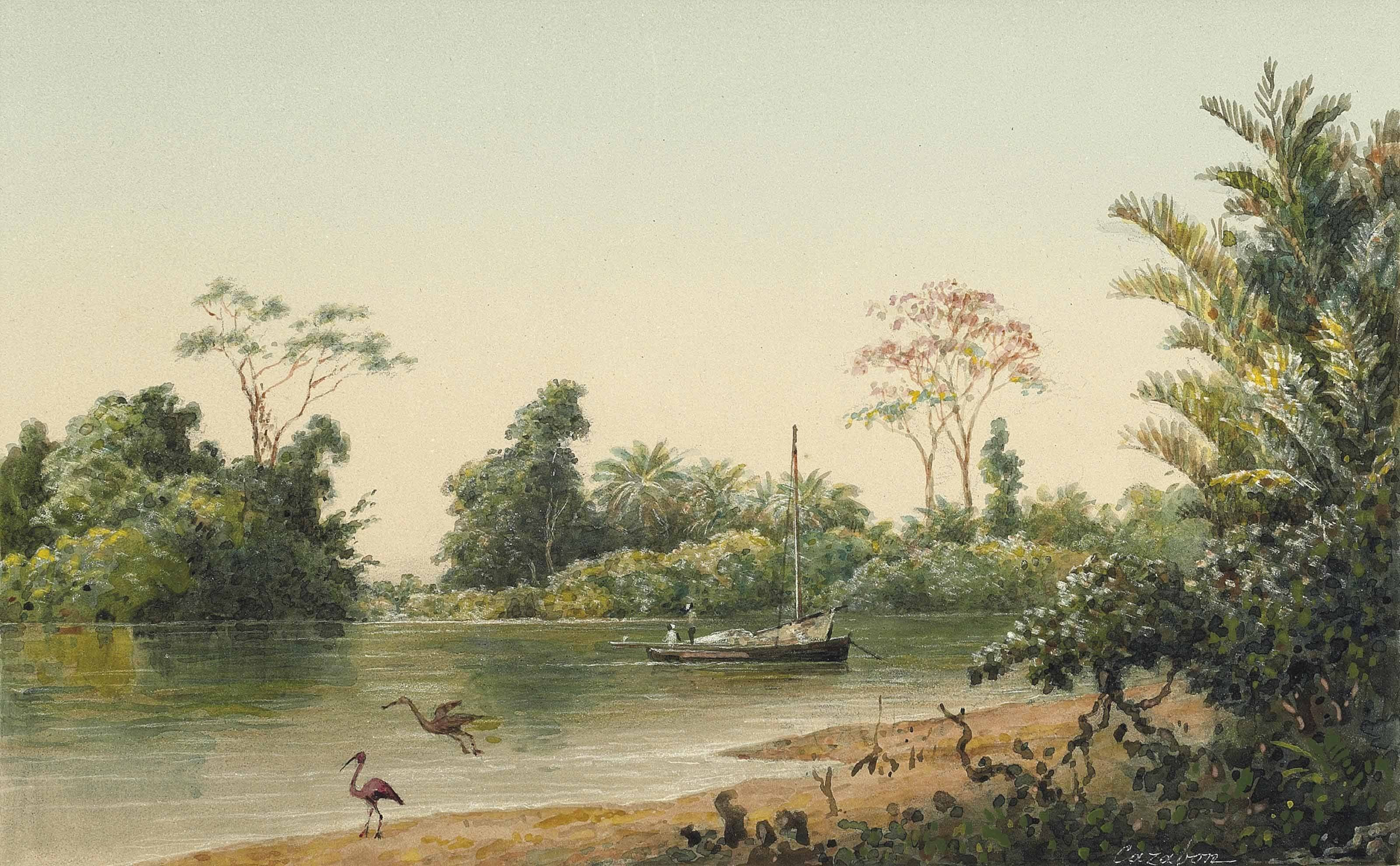
Caroni River, Trinidad
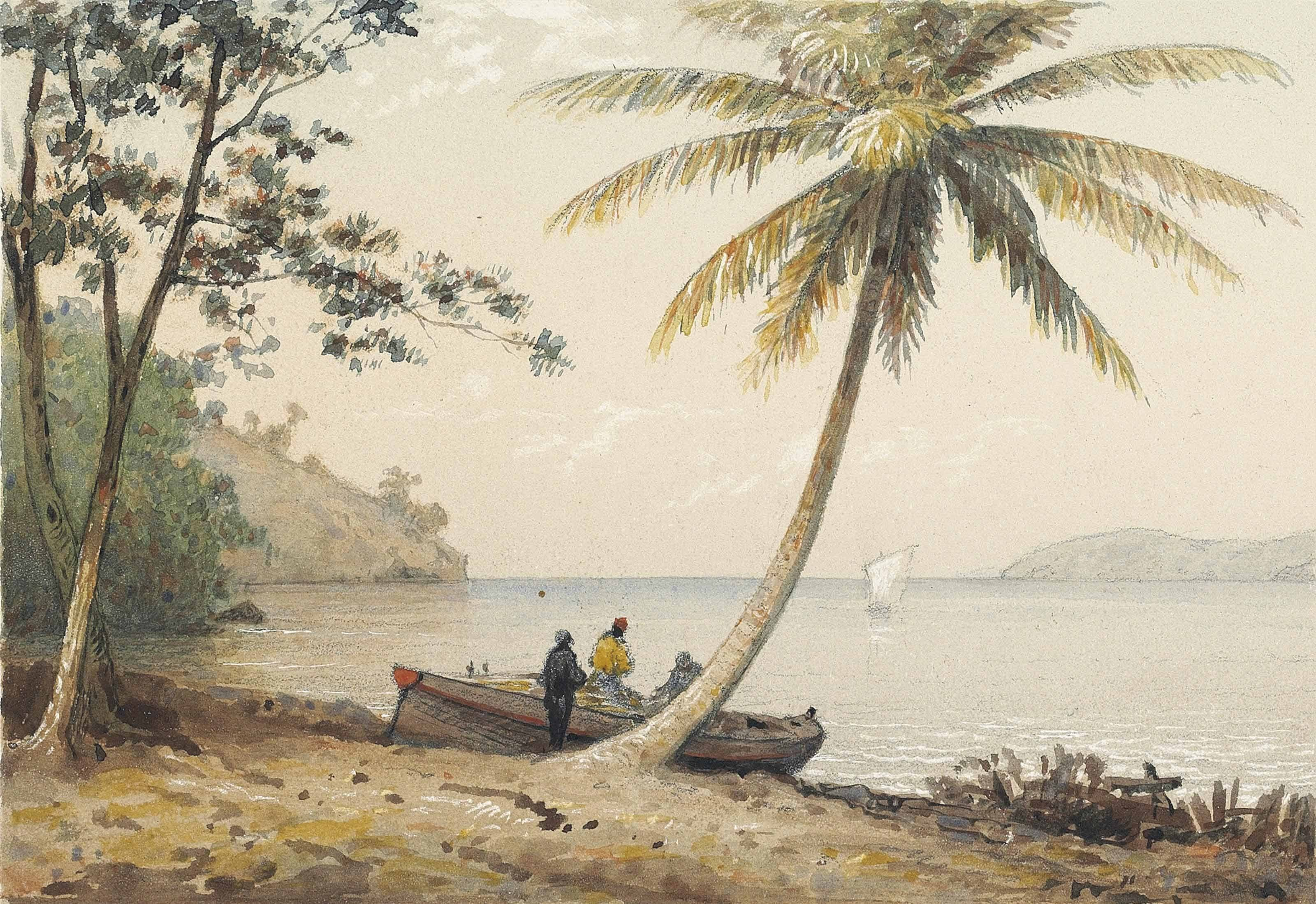
In the 1st Boca
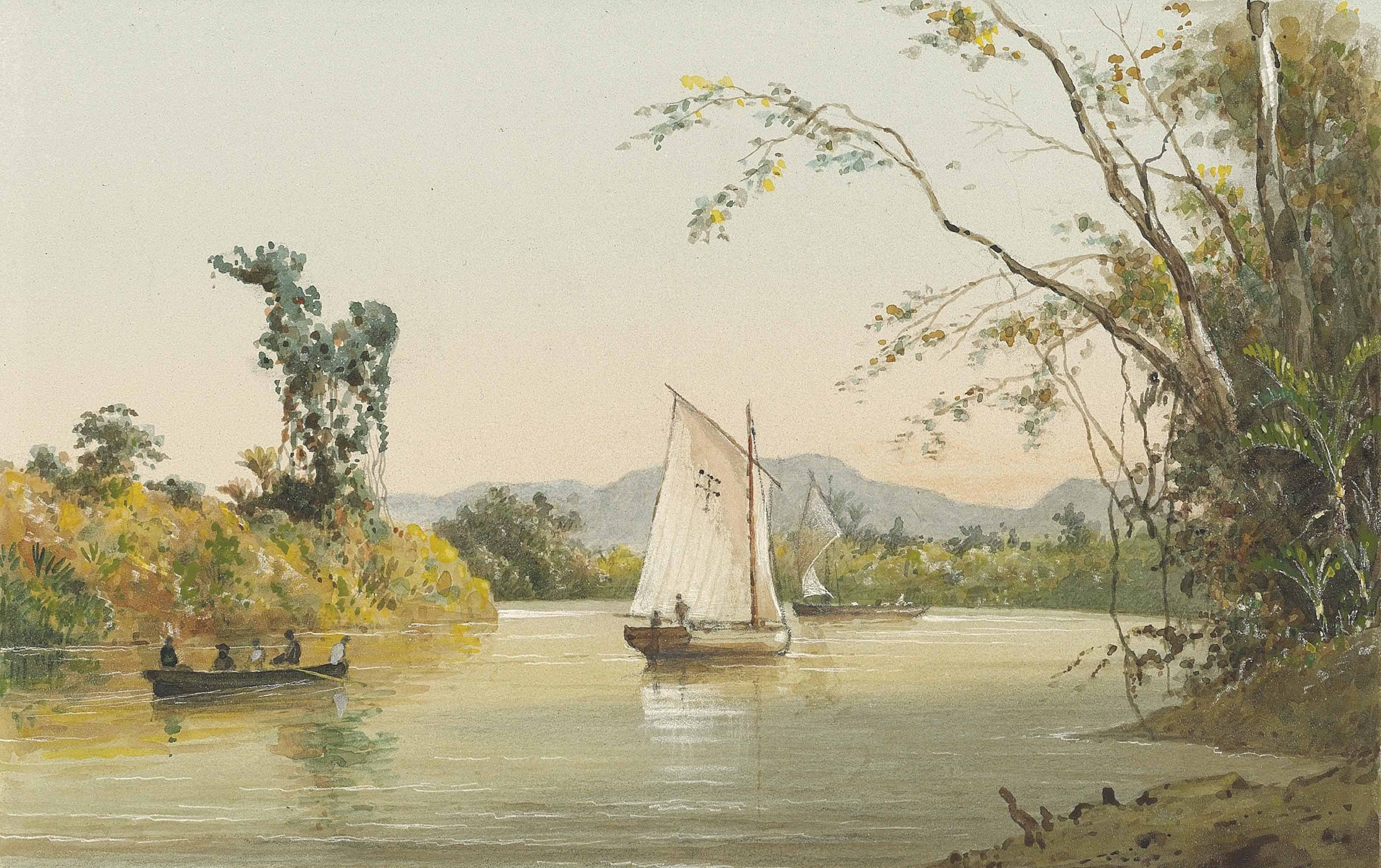
On the Caroni, Trinidad
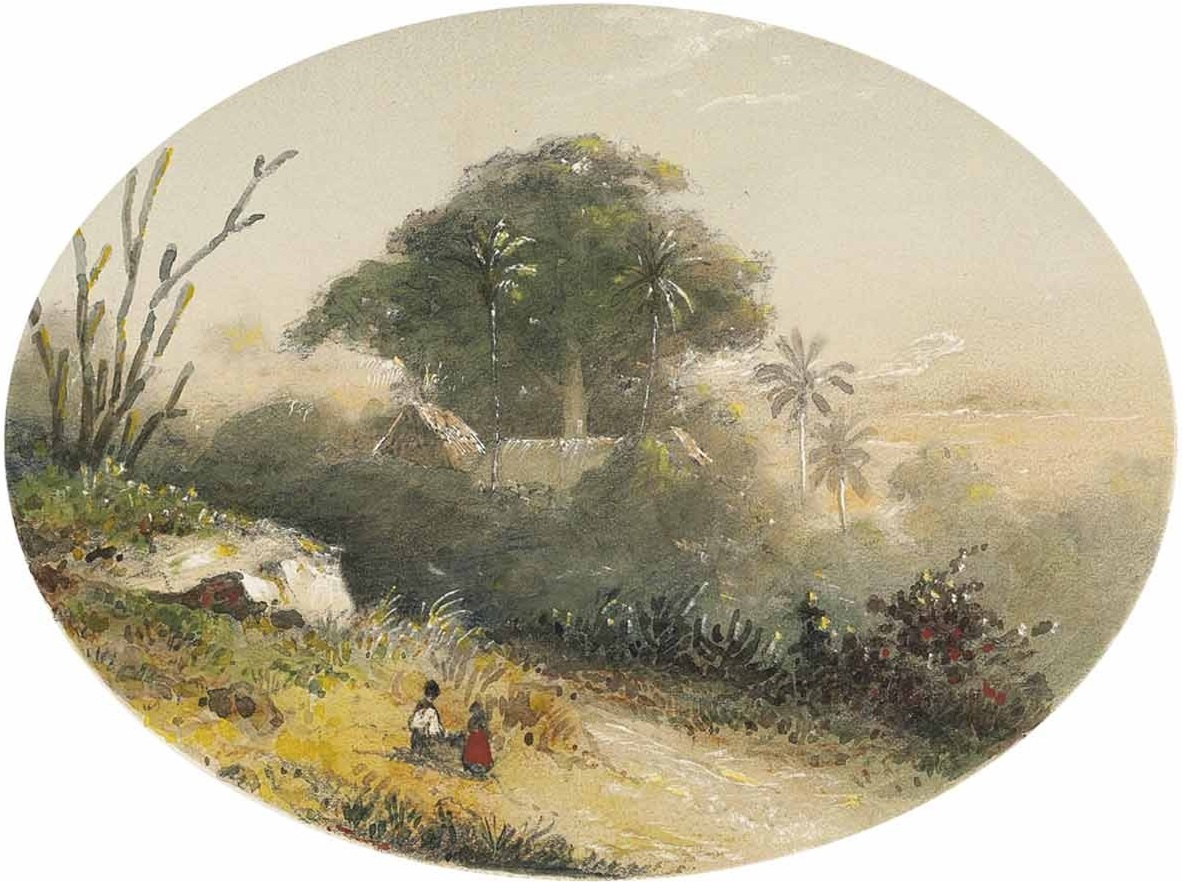
Landscape, Trinidad
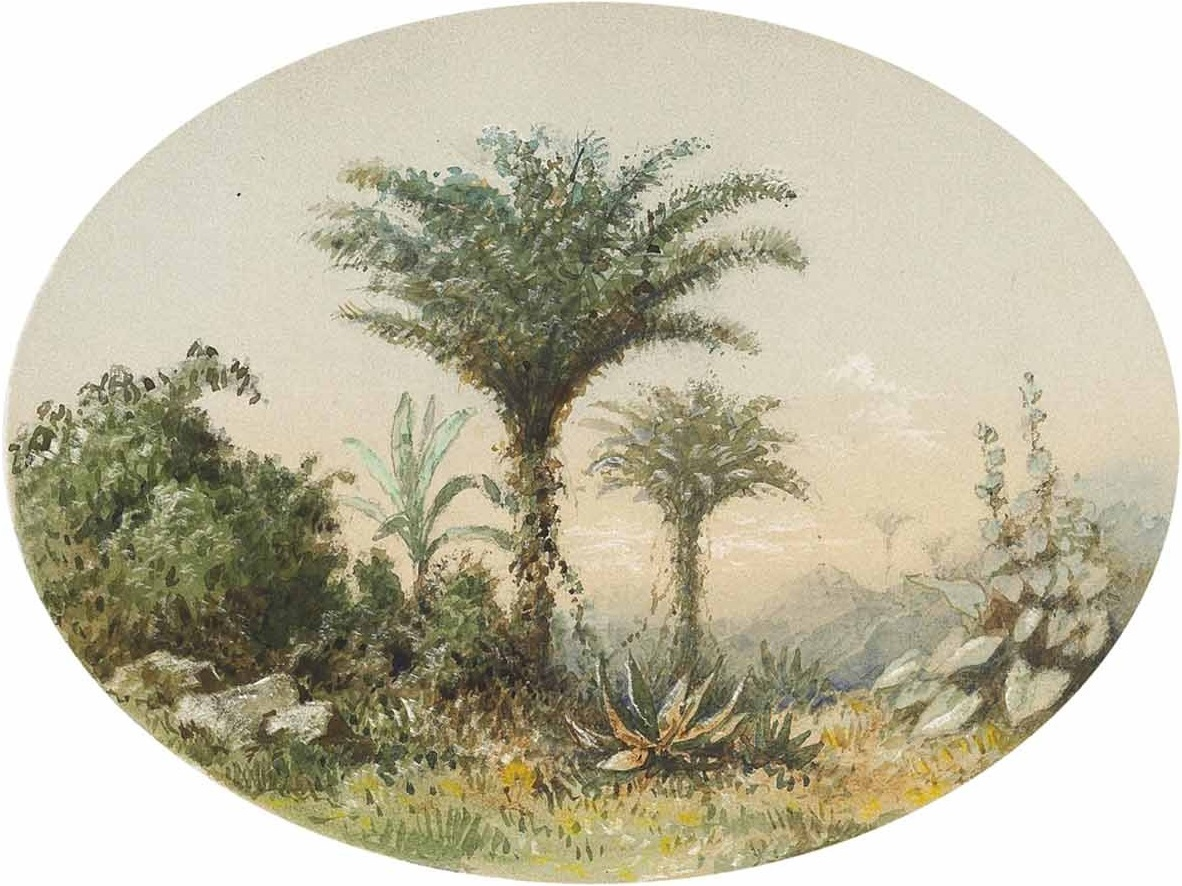
On the Siparia River
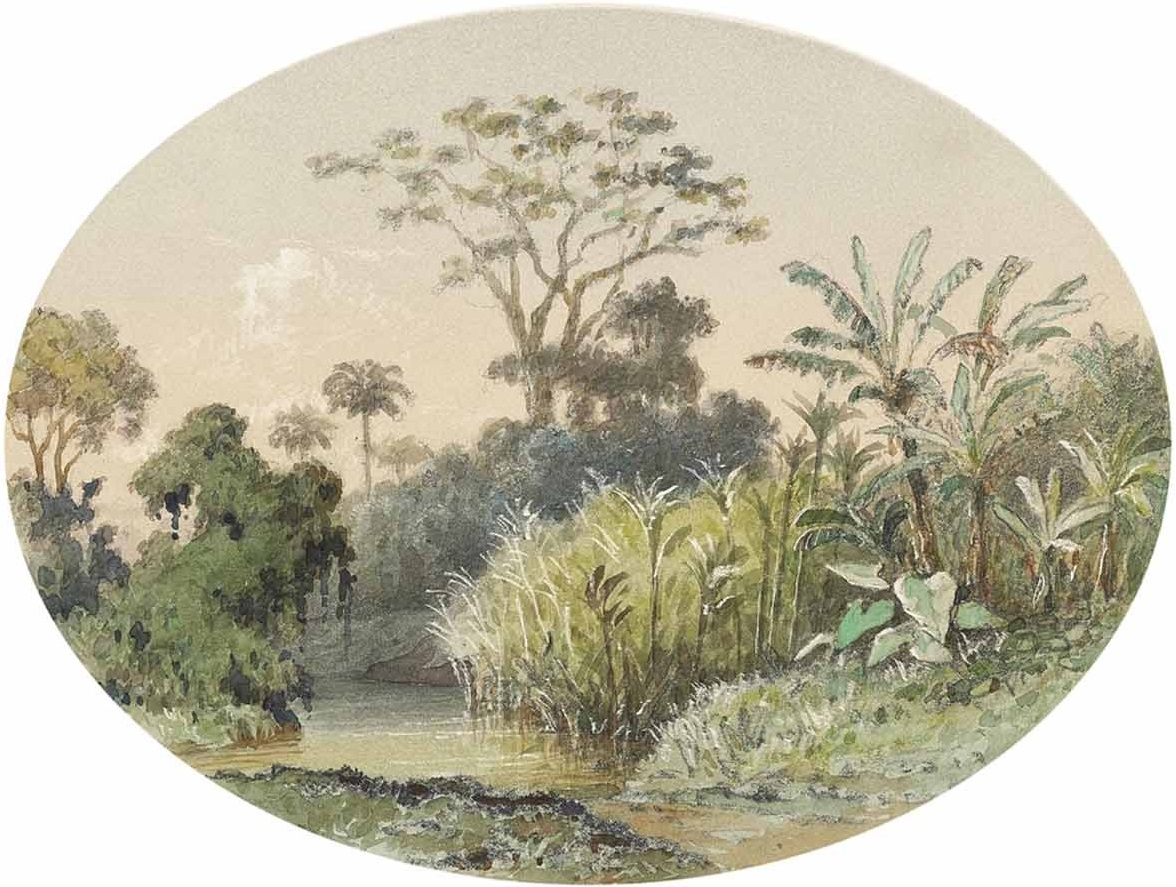
Souvenir of Laventille